# Esquí de fons als Jocs Olímpics d'hivern de 1998
Als Jocs Olímpics d'Hivern de 1998 celebrats a la ciutat de Nagano (Japó) es disputaren deu proves d'esquí de fons, cinc en categoria masculina i cinc més en categoria femenina.
Les proves es realitzaren entre els dies 7 i 21 de febrer de 1998 a les instal·lacions esportives del Snow Harp de Hakuba. Hi participaren un total de 228 esquiadors, entre ells 126 homes i 102 dones, de 37 comitès nacionals diferents.

## Resum de medalles

### Categoria masculina
| Prova                       | Or                                                                     | Argent                                                             | Bronze                                                                |
| 10 km clàssics Detalls      | Bjørn Dæhlie                                                           | Markus Gandler                                                     | Mika Myllylä                                                          |
| persecució 10/15 km Detalls | Thomas Alsgaard                                                        | Bjørn Dæhlie                                                       | Vladímir Smirnov                                                      |
| 30 km clàssics Detalls      | Mika Myllylä                                                           | Erling Jevne                                                       | Silvio Fauner                                                         |
| 50 km lliures Detalls       | Bjørn Dæhlie                                                           | Niklas Jonsson                                                     | Christian Hoffmann                                                    |
| 4x10 km relleus Detalls     | NoruegaSture Sivertsen · Erling Jevne · Bjørn Dæhlie · Thomas Alsgaard | ItàliaMarco Albarello · Fulvio Valbusa · Fabio Maj · Silvio Fauner | FinlàndiaHarri Kirvesniemi · Mika Myllylä · Sami Repo · Jari Isometsä |

### Categoria femenina
| Prova                      | Or                                                                     | Argent                                                                        | Bronze                                                                         |
| 5 km clàssics Detalls      | Larissa Lazútina                                                       | Kateřina Neumannová                                                           | Bente Martinsen                                                                |
| persecució 5/10 km Detalls | Larissa Lazútina                                                       | Olga Danílova                                                                 | Kateřina Neumannová                                                            |
| 15 km clàssics Detalls     | Olga Danílova                                                          | Larissa Lazútina                                                              | Anita Moen-Guidon                                                              |
| 30 km lliures Detalls      | Iúlia Txepàlova                                                        | Stefania Belmondo                                                             | Larissa Lazútina                                                               |
| 4x5 km relleus Detalls     | RússiaNina Gavrilyuk · Olga Danílova · Yelena Välbe · Larissa Lazútina | NoruegaBente Martinsen · Marit Mikkelsplass · Elin Nilsen · Anita Moen-Guidon | ItàliaKarin Moroder · Gabriella Paruzzi · Manuela Di Centa · Stefania Belmondo |

## Medaller
| Posició | País       | Or | Argent | Bronze | Total |
| 1       | Rússia     | 5  | 2      | 1      | 8     |
| 2       | Noruega    | 4  | 3      | 2      | 9     |
| 3       | Finlàndia  | 1  | 0      | 2      | 3     |
| 4       | Itàlia     | 0  | 2      | 2      | 4     |
| 5       | Àustria    | 0  | 1      | 1      | 2     |
| 5       | Txèquia    | 0  | 1      | 1      | 2     |
| 7       | Suècia     | 0  | 1      | 0      | 1     |
| 8       | Kazakhstan | 0  | 0      | 1      | 1     |
|         |            |    |        |        |       |
| Total   | Total      | 10 | 10     | 10     | 30    |